# Moe Mitchell
Moe Mitchell (* 1983 in Bremerhaven) ist ein deutscher Soul-Sänger, der bei dem Hannoveraner Independent-Label Etwas Echtes unter Vertrag steht. Er ist vor allem durch seine Zusammenarbeit mit Hip-Hop-Musikern bekannt. Als englischsprachiger Rapper ist Mitchell zudem unter dem Pseudonym Sizzlac aktiv.

## Werdegang
Moe Mitchell wurde 1983 als Sohn einer Deutschen in Bremerhaven geboren. Sein Vater war US-Amerikaner und arbeitete als GI für die Streitkräfte der Vereinigten Staaten. Als Moe Mitchell vier Jahre alt war, endete die Beziehung seiner Eltern, sodass er im Folgenden mit zwei Schwestern bei seiner Mutter aufwuchs. Bereits als Kind begann Mitchell zu singen. Seinen ersten Auftritt als Sänger im Alter von elf Jahren in einem Nachtclub hatte ihm ein Bekannter seiner Mutter vermittelt. Es folgten weitere Auftritte in der Umgebung seiner Heimatstadt und schließlich erste Aufnahmen in den Candy-Station-Studios. Gemeinsam mit seinem Cousin und einem weiteren Musiker bildete er zudem die Gruppe Empada. Später absolvierte er Auftritte innerhalb der Formationen Wermelskirchen-Bremerhaven-Connection und Straßenlage, in denen er auf Englisch rappte und sang. Im Jahr 1999 steuerte Mitchell den Titelsong Professional Robbing & Crime zu dem Film ’Ne günstige Gelegenheit bei. 2001 begann er eine Lehre zum Tontechniker.
2003 lernte Moe Mitchell im Rahmen eines Auftritts in Saarbrücken den Rapper Kool Savas kennen. Der Kontakt wurde jedoch zunächst nicht intensiviert. Erst zwei Jahre später lud Savas den Sänger nach Berlin ein und nahm ihn kurze Zeit später bei seinem Musiklabel Optik Records unter Vertrag. Moe Mitchell fungierte daraufhin als Sänger für Songs des Rappers sowie als sogenannter Back-Up-Rapper Kool Savas’. Im September 2006 wurde Mitchell im Zuge der Veröffentlichung des Labelsamplers Optik Takeover! sowie der darauf enthaltenen Singles Das ist O.R. einem größeren Publikum bekannt. Das ist O.R. konnte zudem Platz 28 der deutschen Single-Charts erreichen.
Für einen Großteil der folgenden Alben des Labels Optik Records steuerte Moe Mitchell Gastbeiträge bei. 2007 nahm er für das Album Tot oder lebendig das Stück Melodie mit Kool Savas und Senna auf. Am 25. April 2008 wurde das Lied auch als Single veröffentlicht. Es stieg auf Platz 68 der deutschen Single-Charts ein. Zeitgleich war Mitchell auch auf Sparring 3 des Rappers Olli Banjo zu hören. Neben seiner Tätigkeit als Sänger trat Moe Mitchell 2008 auch unter dem Pseudonym Sizzlac als Rapper in Erscheinung. So war er mit Beiträgen auf den Alben Caputalismus des Rappers Caput und John Bello Story 2 von Kool Savas vertreten. Die Stücke Brainwash und Beweis (Mammut Remix) aus John Bello Story 2 wurden auch als Videos umgesetzt. Obwohl Mitchell bei Konzerten als Back-Up-Rapper von Savas auftritt, rappt er als Sizzlac ausschließlich in englischer Sprache. In einem Interview äußerte der Musiker, dass er Probleme mit der deutschen Aussprache habe, weil er zwar schon in jungen Jahren viele deutsche Dialekte sprach, die aber den Slang der deutschen Unterschicht beinhalteten und einen pointierten Vortrag verhinderten.
Ab Ende 2009 arbeitete Moe Mitchell auch verstärkt mit Hip-Hop-Künstlern außerhalb des Label-Umfeldes von Kool Savas zusammen, für die er vor allem Hooklines einsang. So war Mitchell auf den Alben Lieber bleib ich broke von Vega, Azphalt Inferno 2 von Azad, Ein Arbeitersohn für sich von Sinan, Postapokalypse Jetzt von Hiob und Morlockk Dilemma, Liebe, Sex und Twilight Zone von Kaas, Blackbook von Laas Unltd. sowie Im Bus ganz hinten von Fler zu hören.
Am 27. April 2012 erschien Mitchells Debütalbum MMS über Essah Entertainment. Dieses war bereits 2009 als gemeinsames Album von Mitchell, Melbeatz und Savas angekündigt worden. Das Album entstand in verschiedenen Sessions in Stuttgart, Rothenburg, Hannover und Dinkelsbühl. Dabei kam es durch andere Veröffentlichungen des Labels wie John Bello Story 2 und John Bello Story 3 zu Unterbrechungen der Arbeit. Melbeatz produzierte die Songs des Albums. Die Texte wurden von Kool Savas und Franky Kubrick geschrieben. Im Verlauf der Arbeit an MMS entschieden sich die beteiligten Musiker dazu, das Album als Soloprojekt von Mitchell zu behandeln. Damit einhergehend wurde die Bedeutung der Abkürzung von „Mel, Moe, Savas“ in „Moe Mitchell Solo“ abgeändert. Laut Aussage Mitchells könne die Kurzform auch für „Musik mit Seele“ stehen. Die Lieder Meine Stadt, Gangster, Feuer und Flamme und MMS aus MMS wurden als Videos umgesetzt.
Von Ende März bis Mitte April 2012 war Mitchell zusammen mit Kool Savas, Olli Banjo, Laas Unltd., Die Orsons und Buddy Ogün unter dem Motto „Die Liga der außergewöhnlichen Mcees“ auf einer Konzert-Tournee. Zudem absolvierte er vom 9. bis 25. Mai 2012 eine eigene Tournee unter dem Titel „We Got Soul“. Diese umfasste Auftritte in sechzehn Städten. Des Weiteren nahm Mitchell einen Song mit Alpa Gun für dessen Album Ehrensache auf. Für Flers Album Hinter blauen Augen steuerte Mitchell zwei Beiträge bei, darunter das auch visuell umgesetzte Lied Du bist es wert. 2013 war er zudem auf Alpa Guns Album Alles kommt zurück vertreten. Am 27. Dezember wurde das Musikvideo Optik 4 Life als erstes Stück von Mitchells erstem Mixtape veröffentlicht. Es folgten Videos zu Es brennt in meiner Seele und Meine Stadt 2/Lehe. Die Veröffentlichung des Mixtapes erfolgte am 4. März unter dem Titel Für Euch auf Deutsch über SoundCloud. 2016 veröffentlichte Moe sein zweites Solo Album M.O.E. - Music Over Everything.

## Diskografie
Alben
- 2012: MMS

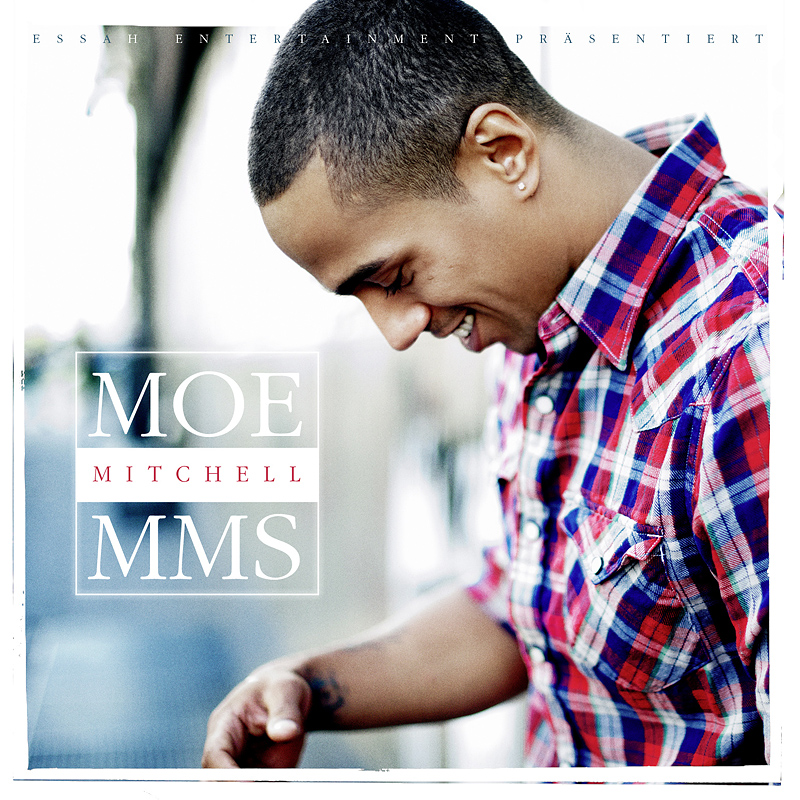
Cover des Albums MMS

- 2016: M.O.E – Music Over Everything

Singles
- 2006: Das ist O.R. (mit Kool Savas, Caput, Ercandize und Amar)
- 2008: Melodie (mit Kool Savas und Senna)
- 2011: Zeichen (mit Fler)

Mixtapes und EPs
- 2014: Für euch auf Deutsch (Kostenlose Veröffentlichung)
- 2014: Frei EP (Kostenlose Veröffentlichung)

Gastbeiträge
- 2008: Tempel auf Apokalypse jetzt von Hiob & Morlockk Dilemma
- 2009: Abturn auf Lieber bleib ich broke von Vega
- 2011: Beautiful auf Blackbook von Laas Unltd.
- 2011: Crips, Bloods & Hollywood auf Liebe, Sex und Twilight Zone von Kaas
- 2012: Nightlife auf Hinter blauen Augen von Fler
- 2012: Bevor ich geh auf Ehrensache von Alpa Gun
- 2013: Angst auf Alles kommt zurück von Alpa Gun
- 2013: Das jüngste Gericht auf Machtwechsel von PA Sports
- 2014: Outro auf Amargeddon 2010 von Amar
- 2015: Rap Genius auf Rap Genius feat. Kool Savas
- 2016: Geblendet vom Schein auf Passion Whisky von Silla
- 2016: 136th II auf Rapbeduine von Mosh36
- 2016: Heute auf Diebe im Gesetz von Kalazh44
- 2016: Ernst gemeint auf Essahdamus von Kool Savas
- 2023: Meine Lieblingsrapper/innen von Der Asiate (feat. Punch Arogunz, Cashisclay, Twizzy, Pikayzo, M.i.k.i., Seyed, B-Tight, Bo Derah, Steasy, Jindo109, Keule257, Entetainment, Blumio, Blokkmonsta, 257ers, Richter, Nyle, nulldrei, Jay Jiggy, Poca, Flaiz, Rhymin Simon, Swiss, Dame, Silla, Die P, 4Tune, Kitty Kat, HeXer, Olli Banjo, Cr7z, Moe Mitchell)

## Belege
1. 1 2 3 4  Chartquellen: DE
2. 1 2 3 4  Moe Mitchell. In: Laut.de. Abgerufen am 6. November 2012.
3. ↑  Ordentliches Mixtape mit überraschenden Gästen. In: Laut.de. Abgerufen am 13. November 2012.
4. ↑  Caputalismus. In: 16bars.de. Abgerufen am 9. November 2012.
5. ↑  John Bello Story 2. In: 16bars.de. Abgerufen am 9. November 2012.
6. ↑  Juice – Juni 2012 – Seite 103
7. ↑  Vega – Lieber bleib ich broke (Review). In: Meinrap.de. Archiviert vom Original (nicht mehr online verfügbar) am 22. Oktober 2009; abgerufen am 13. November 2012.  Info: Der Archivlink wurde automatisch eingesetzt und noch nicht geprüft. Bitte prüfe Original- und Archivlink gemäß Anleitung und entferne dann diesen Hinweis.
8. ↑  Moe Mitchell. In: Bassdraft.com. Archiviert vom Original (nicht mehr online verfügbar) am 4. Juli 2011; abgerufen am 11. November 2012.  Info: Der Archivlink wurde automatisch eingesetzt und noch nicht geprüft. Bitte prüfe Original- und Archivlink gemäß Anleitung und entferne dann diesen Hinweis.
9. ↑  Fler – Im Bus ganz hinten (Tracklist). In: Meinrap.de. Archiviert vom Original (nicht mehr online verfügbar) am 24. Dezember 2012; abgerufen am 11. November 2012.  Info: Der Archivlink wurde automatisch eingesetzt und noch nicht geprüft. Bitte prüfe Original- und Archivlink gemäß Anleitung und entferne dann diesen Hinweis.
10. 1 2  10 Fragen an Moe Mitchell. In: MTV.de. Archiviert vom Original (nicht mehr online verfügbar) am 4. Dezember 2016; abgerufen am 9. Dezember 2012.  Info: Der Archivlink wurde automatisch eingesetzt und noch nicht geprüft. Bitte prüfe Original- und Archivlink gemäß Anleitung und entferne dann diesen Hinweis.
11. ↑  Meine Stadt. In: 16bars.de. Abgerufen am 13. November 2012.
12. ↑  Gangster. In: 16bars.de. Abgerufen am 13. November 2012.
13. ↑  Feuer und Flamme. In: 16bars.de. Abgerufen am 13. November 2012.
14. ↑  Moe Mitchell – MMS (Video). In: Meinrap.de. Archiviert vom Original (nicht mehr online verfügbar) am 30. Dezember 2012; abgerufen am 25. Dezember 2012.  Info: Der Archivlink wurde automatisch eingesetzt und noch nicht geprüft. Bitte prüfe Original- und Archivlink gemäß Anleitung und entferne dann diesen Hinweis.
15. ↑  Die Liga der außergewöhnlichen Mcees. In: Koolsavas.de. Archiviert vom Original (nicht mehr online verfügbar) am 24. März 2013; abgerufen am 13. November 2012.  Info: Der Archivlink wurde automatisch eingesetzt und noch nicht geprüft. Bitte prüfe Original- und Archivlink gemäß Anleitung und entferne dann diesen Hinweis.
16. ↑  Ehrensache. In: 16bars.de. Abgerufen am 13. November 2012.
17. ↑  Fler – Hinter blauen Augen (Cover & Tracklist). In: Meinrap.de. Archiviert vom Original (nicht mehr online verfügbar) am 3. November 2012; abgerufen am 11. November 2012.  Info: Der Archivlink wurde automatisch eingesetzt und noch nicht geprüft. Bitte prüfe Original- und Archivlink gemäß Anleitung und entferne dann diesen Hinweis.
18. ↑  Fler feat. Silla & Moe Mitchell – Du bist es wert (Video). In: Meinrap.de. Archiviert vom Original (nicht mehr online verfügbar) am 14. November 2012; abgerufen am 11. November 2012.  Info: Der Archivlink wurde automatisch eingesetzt und noch nicht geprüft. Bitte prüfe Original- und Archivlink gemäß Anleitung und entferne dann diesen Hinweis.
19. ↑  Der Berliner Straßenrapper plädiert für Liebe, Frieden, Toleranz. In: Laut.de. Abgerufen am 16. April 2013.
20. ↑  Moe Mitchell – Optik 4 Life (Video). In: Meinrap.de. Archiviert vom Original (nicht mehr online verfügbar) am 1. Januar 2014; abgerufen am 2. Januar 2014.  Info: Der Archivlink wurde automatisch eingesetzt und noch nicht geprüft. Bitte prüfe Original- und Archivlink gemäß Anleitung und entferne dann diesen Hinweis.
21. ↑  Moe Mitchell – Es brennt in meiner Seele (Video). In: Meinrap.de. Archiviert vom Original (nicht mehr online verfügbar) am 16. Januar 2014; abgerufen am 13. Januar 2014.  Info: Der Archivlink wurde automatisch eingesetzt und noch nicht geprüft. Bitte prüfe Original- und Archivlink gemäß Anleitung und entferne dann diesen Hinweis.
22. ↑  Moe Mitchell verschiebt „Für Euch auf Deutsch“. In: Meinrap.de. Archiviert vom Original (nicht mehr online verfügbar) am 3. März 2014; abgerufen am 4. Februar 2014.  Info: Der Archivlink wurde automatisch eingesetzt und noch nicht geprüft. Bitte prüfe Original- und Archivlink gemäß Anleitung und entferne dann diesen Hinweis.
23. ↑  Moe Mitchell – Für Euch auf Deutsch Mixtape (Download). In: Meinrap.de. Archiviert vom Original (nicht mehr online verfügbar) am 4. März 2016; abgerufen am 4. März 2014.  Info: Der Archivlink wurde automatisch eingesetzt und noch nicht geprüft. Bitte prüfe Original- und Archivlink gemäß Anleitung und entferne dann diesen Hinweis.

| Personendaten    | Personendaten                    |
| ---------------- | -------------------------------- |
| NAME             | Mitchell, Moe                    |
| ALTERNATIVNAMEN  | Sizzlac (Pseudonym)              |
| KURZBESCHREIBUNG | deutscher Soul-Sänger und Rapper |
| GEBURTSDATUM     | 1983                             |
| GEBURTSORT       | Bremerhaven                      |